# Ferdinand VII.
Ferdinand VII. (španjolski Fernando VII), španjolski kralj od 1813. do 1833. godine.
Rođen je u Madridu (San Lorenzo de El Escorial), 14. listopada 1784., kao najstariji sin kralja Karla IV. i Marije Lujze od Parme. Na prijestolje je došao nakon pada Napoleonovog brata Josipa Bonapartea 1813. godine, a vladao je sve do smrti. Umro je u Madridu, 29. rujna 1833. Kako nije imao muškog nasljednika, nasljedila ga je kćer iz četvrtog braka, kraljica Izabela II., što je bio povod za početak karlističkih ratova.

## Problem oko nasljednika
Ferdinand VII. ženio se četiri puta: s Marijom Antonijom od Napulja, Izabelom od Portugala, Marijom Josipom Amalijom od Saske, ali iz tih brakova nije imao djece. Godine 1829. oženio se sestričnom Marijom Kristinom. Godine 1830. omogućio je stupanje na snagu Pragmatičke sankcije, koju je donio još njegov otac Karlo IV. 1789. godine, ali tada nije stupila na snagu ponajprije zbog vanjskopolitičkih razloga. Pragmatička sankcija uvela je praksu da ako kralj nema muškog potomka, prijestolje nasljeđuje njegova najstarija kći. Time je praktično Ferdinand onemogućio svom bratu, infantu Don Carlosu, dolazak na prijestolje, jer se nedugo nakon donošenja Pragmatičke sankcije Ferdinandu rodila kći. 
1832. Ferdinand se teško razbolio. Pristaše Don Carlosa uzaludno su ga pokušavali nagovoriti ga napiše oporuku u korist brata. Nakon propalog pokušaja da sebi priskrbi prijestolje nakon bratove smrti, Don Carlos bježi u Portugal. U međuvremenu je Marija Kristina, koja je imenovana regenticom za vrijeme teške bolesti supruga (nasljednica Izabela imala je jedva tri godine), inicirala približavanje liberalnoj struji, što će dovesti do radikalnog zaokreta prema liberalizmu nakon Ferdinandove smrti.
Ferdinand je umro 1833. godine bez muškog potomka. Uz Izabelu, imao je još samo jednu kćer, infantu Luisu Fernandu. Infante Don Carlos, zajedno sa svojim pristašama koji su ga smatrali legitimnim nasljednikom, započeli su Prvi karlistički rat s namjerom da zbace regenticu Mariju Kristinu, koja je vladala u ime malodobne Izabele II. Time je otvoren put karlizmu (po Don Carlosu; pristaše se nazivaju karlistima), koji će imati značajnu ulogu u španjolskoj politici u idućih stotinjak godina (karlisti su, kao konzervativna monarhistička politička struja, bili važna sastavnica Francove vojske u Španjolskom građanskom ratu).